# Ed Farhat
Edward "Ed" George Farhat (Lansing, 9 de junho de 1924 - Williamston, 18 de janeiro de 2003) foi um lutador e manager de wrestling estadunidense, mais conhecido pelo seu ring name de The Sheik (ou The Original Sheik, para distinguir-se de Iron Sheik, lutador dos anos 80).
A sua especialidade era o hardcore wrestling, onde ganhava a maioria das lutas disputadas. Ele é tio de Sabu e treinador do mesmo. Também treinou Rob Van Dam.
Farhat era do tempo da WWWF, onde conquistou dois títulos norte-americanos. Faleceu em 2003, com 76 anos, vítima de parada do coração.
Em 31 de março de 2007, foi introduzido no WWE Hall of Fame por Rob Van Dam e Sabu. Foi o criador do ataque Fireball.